# Liste der Straßen in Oberhausen-Biefang
Die Liste der Straßen in Oberhausen-Biefang beschreibt das Straßensystem im Oberhausener Stadtteil Biefang mit den entsprechenden historischen Bezügen.

## Überblick
In Biefang leben ca. 2800 Einwohner (Stand: 31. Dezember 2012) auf einer Fläche von 1,29 km². Der Norden von Biefang zählt mit Holten, Barmingholten, Schmachtendorf und der Walsumermark zum Postleitzahlenbezirk 46147, der südliche Teil mit Buschhausen, der Schwarzen Heide und Teilen von Alsfeld zum Bezirk 46149.
Der Stadtteil wird – im Norden beginnend – im Uhrzeigersinn folgendermaßen begrenzt: Ardesstraße, Kuhweg, Königstraße und Bundesautobahn 3 zu Holten, Im Erlengrund, Erlenstraße, Hauptkanal Sterkrade, Weierstraße, Biefangstraße, Markgrafenstraße und Beerenstraße zur Schwarzen Heide, weiterer Verlauf der Beerenstraße zu Buschhausen, weiterer Verlauf der Beerenstraße, Am Atropshof und Kurfürstenstraße (mit Bebauung) zum Duisburger Stadtteil Röttgersbach.
In Biefang gibt es 25 benannte Verkehrsflächen, darunter einen Platz. Davon befinden sich zehn Straßen nur teilweise im Stadtteil:

Kurfürstenstraße und Kuhweg werden in Holten fortgesetzt, Erlenstraße, Am Wehrgraben, Weierstraße, Hülskathstraße und Beerenstraße in der Schwarzen Heide, die Biefangstraße bildet weiterhin die Grenze zu diesem Stadtteil, die Beeren- und Friesenstraße führen weiter nach Buschhausen.
Den Stadtteil durchquert die Bundesautobahn 3, die hier die Anschlussstelle 11 „Oberhausen-Holten“ besitzt. Des Weiteren verlaufen drei Landesstraßen durch Biefang:
- Landesstraße 66: (aus Holten kommend) – Kurfürstenstraße – Ende an der L 287
- Landesstraße 215: (aus Buschhausen kommend) – Beerenstraße – Markgrafenstraße  – L 287 – Weierstraße bzw. Erlenstraße  – (weiter in der Schwarzen Heide)
- Landesstraße 287: (aus Röttgersbach kommend) – Königstraße – Biefangstraße – (weiter in der Schwarzen Heide)

Eine Themengruppe in Biefang sind die Straßen, die nach Widerstandskämpfern benannt sind. Hierzu gehören Goerdelerstraße, Leberstraße, Von-Ossietzky-Straße und begrenzt der Rathenauplatz. Die Friesenstraße ist Teil einer Themengruppe in Buschhausen und der Schwarzen Heide, wo viele Straßennamen Bezug auf deutsche Volksstämme oder Länder nehmen.

## Übersicht der Straßen und Plätze
Die nachfolgende Tabelle gibt eine Übersicht über die vorhandenen Straßen, Wege und Plätze im Stadtteil sowie einige dazugehörige Informationen.
- Name: aktuelle Bezeichnung der Straße oder des Platzes.
- Länge/Maße in Metern:
- Die in der Übersicht enthaltenen Längenangaben sind gerundete Übersichtswerte, die in Google Earth mit dem dortigen Maßstab ermittelt wurden. Sie dienen Vergleichszwecken und werden, sofern amtliche Werte bekannt sind, ausgetauscht und gesondert gekennzeichnet.
 Bei Plätzen sind die Maße in der Form a × b angegeben.
- Der Zusatz im Stadtteil gibt an, dass die Länge die des Straßenabschnitts innerhalb Biefangs ist, sofern die Straße in benachbarte Stadtteile weitergeführt wird.
- Der Zusatz ohne Stichstraßen gibt bei verzweigten Straßen die Länge der „Hauptstraße“ an.
- Der Zusatz (alle Straßenabschnitte zusammen) gibt an, dass die Straße so verwinkelt ist, dass keine „Hauptstraße“ besteht. Stattdessen wird die Länge aller Straßenabschnitte zusammengezählt.
- Herleitung: Ursprung oder Bezug des Namens
- Anmerkungen: zusätzliche Informationen
- Bild: Foto der Straße oder eines anliegenden Objekts

| Name                  | Länge/Maße (in Metern)                | Herleitung                                                                       | Datum der Benennung | Bemerkungen | Bild |
| --------------------- | ------------------------------------- | -------------------------------------------------------------------------------- | ------------------- | --- | ---- |
| Am Wehrgraben         | 120 im Stadtteil                      | „Wehrgraben“, Teil der alten Landwehr                                            | 1929                | Der Wehrgraben war ein Teil des Landwehrsystems, das von Emmerich bis zur Ruhr verlief. Bei Biefang gehörte auch der Marienbach zur Landwehr und bildete hier den Graben, der Holten/Biefang von Sterkrade trennte. Anstelle des Marienbachs leitet heute der Hauptkanal Sterkrade das Wasser weiter bis zum Handbach. Die Straße Am Wehrgraben zweigt in der Weierheide von der Erlenstraße ab, überquert den Hauptkanal und endet in Biefang an der Königstraße. Bis 1929 hieß sie Landwehrstraße, weil es aber in Alstaden/Styrum bereits eine „Landwehr“ gab, wurde der Name geändert.              |      |
| Ardesstraße           | 60 im Stadtteil                       | „Ardeshof“, altes Bauerngut                                                      |                     | Die Ardesstraße ist der ausgebaute Zufahrtsweg zum heute auf Hamborner Gebiet befindlichen Ardeshof und ist daher nach diesem benannt. Sie zweigt von der Kurfürstenstraße ab und wird in Hamborn-Röttgersbach fortgeführt. |      |
| Beeckstraße           | 190 im Stadtteil                      | Beeck, Stadtteil von Duisburg                                                    | 1937                | Die Beeckstraße führt aus Biefang zum Duisburger Stadtteil Beeck und trägt daher ihren Namen. Ursprünglich zweigte sie an der Emscher von der Friesenstraße ab, kreuzte die Beerenstraße und führte auf Buschhausener Gebiet nach Duisburg, durch den Autobahnbau ist der Straßenzug heute getrennt. Bis 1937 hieß das westliche Stück der Straße Ruhrorter Straße, während der östliche Teil der Hülskathstraße zugeordnet war. |      |
| Beerenstraße          | 1400 im Stadtteil                     | Bewachsung mit Beerensträuchern                                                  | 1903                | Früher wuchsen hier an den Straßenrändern Brombeeren, nach denen dann die Straße benannt wurde. Die Straße zweigt als Fußweg von der Dienststraße ab, führt bogenförmig in Richtung Beeck und kreuzt dann auf Höhe der Autobahn die Beeckstraße, überquert die Emscher und wird in der Schwarzen Heide fortgeführt. Heute ist der Straßenzug durch die A3 getrennt. An der Beerenstraße liegt die katholische Kapelle St. Konrad, die heute zur Gemeinde Liebfrauen in der Schwarzen Heide zählt. Bis 1903 hieß die Straße Grenzweg, da sie die Ämter Holten (Biefang) und Beeck (Buschhausen) trennte. |      |
| Biefangstraße         | 450 im Stadtteil                      | nach Biefang selbst benannt                                                      |                     | Die Biefangstraße beginnt in der Schwarzen Heide, bildet die Grenze zwischen diesem Stadtteil und Biefang und geht in Biefang in die Königstraße über. Somit führt sie von Sterkrade nach Biefang und ist daher nach diesem Stadtteil benannt. Ursprünglich gab es hier das „Amt Holten“ (im Gegensatz zur „Stadt und Feldmark Holten“, dem heutigen Holten), das sich 1892 den Namen „Amt Biefang“ gab. 1908 wurden die Gemeinden „Stadt und Feldmark Holten“ und Biefang zusammengelegt und 1917 in die Stadt Sterkrade eingemeindet.                                                                 |      |
| Dienststraße          | 1100                                  | Bezug zu Hand- und Spanndiensten                                                 | vor 1720            | Die Dienststraße ist sowohl an sich als auch vom Namen her eine der ältesten Straßen im Stadtteil. Schon 1720 wird der „Weg, Dienst Straße genannt“ erwähnt. Der Name leitet sich von den Gegenleistungen für Nutzungsrechte, die Bauern leisten mussten, sogenannten Hand- und Spanndiensten, ab. Die Dienststraße führt vom Rathenauplatz als Verlängerung der Kurfürstenstraße bis zur Beerenstraße. |      |
| Edmundstraße          | 270 ohne Stichstraßen: 190            | Edmund, männlicher Vorname                                                       | 1929                | Diese Stichstraße zur Beerenstraße wurde wohl willkürlich nach dem männlichen Vornamen benannt. Bis 1929 hieß sie Blumenstraße. |      |
| Erlenstraße           | 290 im Stadtteil                      | Erlen, Baumgattung                                                               |                     | Die Erlenstraße verläuft größtenteils in der Weierheide im benachbarten Stadtteil Schwarze Heide, lediglich ein kleines Stück südlich des Hauptkanals Sterkrade zählt zu Biefang. Hier liegen das Vereinsheim und der Sportplatz des Turnvereins Biefang 1912 e. V. Die Erlenstraße ist danach benannt, dass in den Heidegebieten, die sich hier früher befanden, viele Erlen wuchsen. |      |
| Friesenstraße         | 90 im Stadtteil                       | Friesen, Bevölkerungsgruppe                                                      | 1933                | Die Friesenstraße ist nach dem germanischen Volksstamm der Friesen benannt. Sie liegt größtenteils in Buschhausen, wo einige Straßen nach deutschen Volksstämmen und Ländern benannt sind, nur ein kleines Stück zwischen Beeren- und Beeckstraße liegt in Biefang. Bis 1933 hieß sie Nordoberhausener Straße, danach bereits Friesenstraße, zwischen 1937 und 1945 Ernst-Weinstein-Straße. |      |
| Goerdelerstraße       | 250                                   | Carl Friedrich Goerdeler, 1884–1945, führender Kopf der Widerstandsbewegung      |                     | Carl Goerdeler wurde nach dem Ausbruch des Zweiten Weltkrieges führender Kopf der Widerstandsbewegung und plante das Attentat vom 20. Juli 1944 mit. Nach dessen Fehlschlag wurde er verhaftet und hingerichtet. Die nach ihm benannte Goerdelerstraße verbindet Von-Ossietzky-Straße und Kurfürstenstraße. Einige Straßen in der Umgebung sind nach Widerstandskämpfern benannt (Leberstraße, Von-Ossietzky-Straße). |      |
| Holderstraße          | 260                                   | möglicherweise Bezug zu Holunder                                                 | 1936                | Wahrscheinlich gab es hier früher viele Holundersträuche, wonach diese Verbindung zwischen Weiden- und Biefangstraße benannt wurde. Bis 1917 hieß der westliche (Biefanger) Teil der Straße Oststraße, der östliche (Sterkrader) Teil Kleinestraße. Bis 1936 hießen beide Teile zusammen Kleinestraße, seitdem Holderstraße. |      |
| Hülskathstraße        | 280 im Stadtteil                      | Hülskath, Gemeindevorsteher von Biefang                                          | 1929                | Hülskath war um 1900 herum Gemeindevorsteher des Amts Biefang. Nach ihm ist die Hülskathstraße benannt, die von der Weidenstraße bis in die Schwarze Heide führt. Bis 1929 war der westliche (Biefanger) Teil der Markgrafenstraße zugeordnet. |      |
| Kleine Hülskathstraße | 150                                   | Stichstraße zur Hülskathstraße                                                   |                     | Die Kleine Hülskathstraße ist eine Stichstraße zur Hülskathstraße und daher in Bezug zu dieser benannt. |      |
| Kolkmannstraße        | 160                                   | „Kolkmannshof“, altes Bauerngut                                                  |                     | Hier befand sich früher der Kolkmannshof. Die Kolkmannstraße stellt eine Stichstraße zur Biefangstraße dar, an ihr befindet sich die Grundschule „Königschule“, die 1964 errichtet wurde, aber auf die ältere Biefanger Königschule zurückgeht, die 1753 durch Spenden von König Friedrich dem Großen eingerichtet wurde. Auf dem Gelände der heutigen Königschule lag früher der Biefanger Marktplatz. |      |
| Königstraße           | 1300                                  | Hommage an das preußische Königshaus                                             | um 1753             | Der schon im 18. Jahrhundert belegte Name der Durchgangsstraße von Sterkrade nach Hamborn ist eine Reverenz an das preußische Königshaus, wahrscheinlich vor allem an König Friedrich den Großen, der 1753 mit einer Spende die Einrichtung der Biefanger Königschule möglich machte. Die Königstraße beginnt als Fortführung der Kaiser-Friedrich-Straße in Hamborn-Röttgersbach an der Stadtgrenze, durchquert Biefang und geht an der Grenze zur Schwarzen Heide in die Biefangstraße über. 1734 wurde sie Biefanger Straße genannt.                                                                 |      |
| Kuhweg                | 900 im Stadtteil                      | „Kuhgraben“, Bachlauf                                                            |                     | Der Kuhweg ist ein langer Feldweg zwischen Biefang und Holten, der am Kuhgraben entlangführt und daher nach diesem benannt ist. Er beginnt in Biefang an der Kolkmannstraße, |      |
| Kurfürstenstraße      | 800 im Stadtteil                      | Friedrich Wilhelm, 1620–1688, genannt der „Große Kurfürst“                       | 1917                | Zu Ehren des Großen Kurfürsten wurde die Kurfürstenstraße, die vom Rathenauplatz nach Holten führt, benannt. Sie hieß früher auch Leichweg oder Notweg, weil Biefang (damals noch „Amt Holten“) keinen eigenen Friedhof besaß und man die Toten über diesen Weg nach Holten brachte. Bis 1917 hieß der Biefanger Teil der Straße Markgrafenstraße. |      |
| Leberstraße           | 240 (alle Straßenabschnitte zusammen) | Julius Leber, 1891–1945, Widerstandskämpfer                                      |                     | Julius Leber war Journalist und Mitglied des Reichstags, der sich im Widerstand gegen den Nationalsozialismus engagierte und am Attentat vom 20. Juli 1944 beteiligt war. Nach dessen Fehlschlag wurde er 1944 zum Tode verurteilt und 1945 hingerichtet. Die Leberstraße ist eine kleine Verbindung von Kuhweg und Goerdelerstraße, einige Straßen in der Umgebung sind nach Widerständlern gegen den Nationalsozialismus benannt (Goerdelerstraße, Von-Ossietzky-Straße). |      |
| Markgrafenstraße      | 400                                   | Markgraf, Adelstitel                                                             |                     | Bis 1917 gab es schon einmal eine Markgrafenstraße in Biefang, die heutige Kurfürstenstraße. Möglicherweise bestand ein Bezug zu „Mark“ im Sinne von „Grenze“, denn sie verlief ganz in der Nähe zur Grenze zu Hamborn. Die heutige Markgrafenstraße, die von der Beerenstraße zur Biefangstraße führt, setzt die geschichtliche Bedeutung der alten Markgrafenstraße fort, denn sie bildet die Grenze zur Schwarzen Heide. |      |
| Rathenauplatz         | 20 × 20                               | Walter Rathenau, 1867–1922, Reichsaußenminister, 1922 von Nationalisten ermordet | 1947                | Walter Rathenau organisierte im Ersten Weltkrieg die Rohstoffversorgung, wurde 1919 Sachverständiger für Reparationsfragen, 1922 Reichsminister für Wiederaufbau und im selben Jahr Reichsminister für Außenpolitik. Er wurde Opfer einer Hetzkampagne von Nationalisten und 1922 ermordet. Der nach ihm benannte Rathenauplatz wurde 1923 angelegt und Königplatz genannt, 1928 mit dem Kriegerdenkmal versehen und 1947 umbenannt. Er liegt in der Mitte Biefangs an der Kreuzung Dienst-/König-/Kurfürstenstraße.                                                                                    |      |
| Rebenstraße           | 120                                   | Weinrebe, Pflanzengattung                                                        |                     | Ohne besonderen Hintergrund ist diese Stichstraße zur Beerenstraße nach der Weinrebe benannt. |      |
| Von-Ossietzky-Straße  | 270                                   | Carl von Ossietzky, 1889–1938, Journalist und Widerständler                      |                     | Carl von Ossietzky war ein Journalist und Pazifist, der im Rahmen des Weltbühne-Prozesses 1931 wegen Spionage verurteilt wurde, da er auf die verbotene Aufrüstung der Reichswehr aufmerksam machte. Die nach ihm benannte Von-Ossietzky-Straße bildet eine Stichstraße zur Kurfürstenstraße in der Biefanger Mitte. Einige Straßen in der Umgebung sind nach Widerständlern gegen den Nationalsozialismus benannt (Goerdelerstraße, Leberstraße). |      |
| Weidenstraße          | 650                                   | Weiden, Baumgattung                                                              |                     | An der Weidenstraße, die König- und Hülskathstraße miteinander verbindet, befanden sich früher einige Weiden, nach denen die Straße benannt ist. |      |
| Weierstraße           | 170 im Stadtteil                      | „Weierhorst“, Gebiet mit vielen Bruchweiern                                      |                     | Die Weierstraße kommt aus der Weierheide und führt durch den „Weierhorst“. Beide Gebiete bestanden aus Gelände mit vielen Bruchweiern, nach denen die Straße ihren Namen trägt. Sie endet in Biefang an der Biefangstraße. |      |
| Weststraße            | 280                                   | Straße westlich der Weidenstraße                                                 |                     | Die Weststraße bildet eine westliche Stichstraße zur Weidenstraße, im Gegensatz zur Oststraße, der heutigen Holderstraße, die östlich von der Weidenstraße abzweigt. |      |

## Liste nicht mehr vorhandener Straßen
Die Liste nicht mehr vorhandener Straßen führt einige, in der Übersicht erwähnte, vormalige oder gelöschte Straßennamen auf. Sie erhebt keinen Anspruch auf Vollständigkeit.
| Name                    | von      | bis     | umbenannt in (aktuell) | Herleitung | Bemerkungen |
| ----------------------- | -------- | ------- | ---------------------- | --- | --- |
| Biefanger Straße        | vor 1734 | um 1750 | → Königstraße          | Die Straße durchquert Biefang.                                                                                              | |
| Blumenstraße            |          |         | → Edmundstraße         | | |
| Dahmenstraße            |          |         | eingezogen             | | Die Dahmenstraße führte früher von der Kurfürstenstraße, gegenüber der Ardesstraße, zum Kuhweg. |
| Ernst-Weinstein-Straße  | 1937     | 1945    | → Friesenstraße        | Ernst Weinstein, 1930 von Kommunisten erstochener, Buschhausener SA-Mann                                                    | |
| Grenzweg                |          | 1903    | → Beerenstraße         | Der Grenzweg bildete die Grenze zwischen den Ämtern Holten und Beeck.                                                       | |
| Ingenkampstraße         |          | 1933    | eingezogen             | „Ingenkampskate“, alter Bauernhof                                                                                           | Die Ingenkampstraße führte von der Königstraße zur Erlenstraße und wurde durch die Autobahnauffahrt „Oberhausen-Holten“ der A2/A3 überbaut. |
| Kleinestraße            |          | 1936    | → Holderstraße         | Es handelte sich wohl um eine kleine Straße.                                                                                | 1917 wurden Kleinestraße und Oststraße zusammengefasst. |
| Königplatz              | 1923     | 1947    | → Rathenauplatz        | Hommage an das preußische Königshaus                                                                                        | Der Königplatz lag im Zuge der Königstraße. |
| Landwehrstraße          |          | 1929    | → Am Wehrgraben        | alte Landwehranlage | |
| Leichweg                |          |         | → Kurfürstenstraße     | Über diesen Weg schaffte man früher die Toten aus Biefang nach Holten, da Biefang lange Zeit keinen eigenen Friedhof besaß. | Der Weg wurde auch Notweg genannt. |
| Markgrafenstraße        |          | 1917    | → Kurfürstenstraße     | Markgrafen, Adelstitel | Möglicherweise bestand ein Bezug zu „Mark“ im Sinne von „Grenze“, da die Markgrafenstraße in der Nähe der Grenze zu Hamborn verläuft. 1917 wurde die Holtener Kurfürstenstraße mit ihrer Biefanger Verlängerung Markgrafenstraße zusammengeschlossen. |
| Marktplatz Biefang      |          | 1945    | eingezogen             | ehem. Marktplatz von Biefang                                                                                                | Hier befindet sich heute die Königsschule. |
| Nordoberhausener Straße |          | 1933    | → Friesenstraße        | nördliche Teil der Durchgangsstraße nach Oberhausen                                                                         | |
| Oststraße               |          | 1917    | → Holderstraße         | Die Straße zweigt in östliche Richtung von der Weidenstraße ab.                                                             | 1917 wurden Oststraße und Kleinestraße (der Sterkrader Teil der Straße) zur Kleinestraße zusammengeschlossen, 1936 erhielt die Straße den Namen Holderstraße.                                                                                         |
| Ruhrorter Straße        |          |         | → Beeckstraße          | Ruhrort, Stadtteil von Duisburg                                                                                             | |
| Zweigstraße             |          | 1945    | eingezogen             | | Die Zweigstraße wurde 1938–1945 bei der Emscherverlegung eingezogen. |